# Organisation de l'action démocratique populaire
L'Organisation de l'action démocratique populaire (OADP) était un ancien parti politique marocain fondé par Mohamed Bensaid Aït Idder en 1983, il a fusionné en 2005 avec d'autres mouvements pour créer le Parti socialiste unifié.

## Création
L'OADP a été créée en 1983 à la suite de la légalisation des activités du «mouvement d'extrême-gauche 23 mars », une scission maoïste et essentiellement estudiantine de l'Union nationale des forces populaires (UNFP) au début des années 1970.
Lors des élections législatives de 1984, l'OADP obtient un siège à la circonscription de Chtouka-Aït Baha, pour le dirigeant du parti, Bensaïd Aït Idder.
À la réactivation de la Koutla, l'OADP rejoint l'Union socialiste des forces populaires (USFP), l'Istiqlal et le Parti du progrès et du socialisme (PPS) afin de présenter un mémorandum de réformes constitutionnelles à la monarchie du roi Hassan II.
Lors des législatives de 1993, l'OADP obtient 2 sièges dans la Chambre des représentants.

## Épisode de la réforme constitutionnelle de 1996
L'OADP a refusé de cautionner la nouvelle constitution de 1996, et de ce fait, se trouve marginalisée sur l'échiquier politique marocain. Dès 1996, une partie de ses dirigeants fait scission et forme le PSD (Parti socialiste démocratique) sous la direction de Aïssa Ouardighi. S'ensuit une longue bataille judiciaire sur la propriété du journal du Parti Anoual

## Disparition de l'OADP et fusion
Au début du IIIe millénaire, un long travail de rapprochement des divers héritiers de l'extrême-gauche marocaine aboutit à la coalition. En effet, l'OADP avec quatre autres groupuscules, fusionnent pour créer la coalition GSU (Gauche socialiste unifiée), devenue le parti socialiste unifié en 2005.